# Tapejara (Paraná)
Tapejara é um município do estado do Paraná. Integra a Região Metropolitana de Umuarama e sua população estimada em 2018 era de 16 062 habitantes.

## Topônimo
"Tapejara" é um termo proveniente da língua guarani. Significa "senhor dos caminhos", através da junção de tape (caminho) e jará (senhor).

## História
Até a década de 1950, o noroeste do estado do Paraná era território tradicional dos índios xetás.
Nessa década, teve início, através da Companhia Imobiliária Tapejara, o processo de colonização da região onde se situa o município de Tapejara. Colonos paulistas e mineiros, habituados ao cultivo do café, vieram em grande número, mas o município recebeu também emigrantes de Santa Catarina, Bahia e famílias de imigrantes italianos, alemães, japoneses e portugueses.
Criado através da Lei Estadual 4 738, de 5 de julho de 1963, e instalado em 11 de abril de 1964, foi desmembrado de Cruzeiro do Oeste, tendo, como seu primeiro prefeito, o senhor Loires Jakimiu.

## Política
Lista de ex-prefeitos:
- Loires Jakimiu - 1964-1969;
- Abnoel de Castro Rezende - 1969-1972;
- Noé Caldeira Brant - 1973-1976;
- Loires Jakimiu - 1977-1982;
- Carlito Schimid Villela - 1983-1988;
- Noé Caldeira Brant - 1989-1992;
- Carlito Schimid Villela - 1993-1996;
- Noé Caldeira Brant - 1997-2000;
- Kazuhiro Tominaga - 2001-2004
- Noé Caldeira Brant - 2005-2008;
- Osvaldo José de Souza - 2009-2012;
- Noé Caldeira Brant - 2013-2016.
- Rodrigo de Oliveira Koike - 2017-2020
- Rodrigo de Oliveira Souza Koike (2021-2024)

### Administração
- Prefeito: Ronaldo Adriano Vilas Boas (2025-2028)
- Vice-prefeito: Antonio Sperandio
- Presidente da câmara: Maria Aparecida Caldeira Nunes

## Geografia
Localiza-se a uma latitude 23º43'59" sul e a uma longitude 52º52'24" oeste, estando a uma altitude de 515 metros.

### Rodovias
- PR-323
- PR-479
- BR-487